# Баймурат (Оренбургская область)
Баймурат — село в Адамовском районе Оренбургской области. Входит в состав Елизаветинского сельсовета. Проживают казахи.

## География
Посёлок находится в восточной части региона, в подзоне типчаково-ковыльных степей, на реке Жуса.
Уличная сеть состоит из трёх географических объектов: ул. Верхняя, ул. Набережная и ул. Школьная.
Абсолютная высота 312 метров над уровня моря
.
Климат
Климат характеризуется как резко континентальный с морозной зимой и жарким летом. Среднегодовая температура воздуха составляет 1,5 °C . Абсолютный максимум температуры воздуха составляет 42 °C; абсолютный минимум — −42 °C. Среднегодовое количество атмосферных осадков составляет 280—330 мм. При этом около 75 % осадков выпадает в тёплый период. Снежный покров держится в среднем около 152 дней в году.

## История
Аул №9 известен с 1926 года. Основателем считается Турманов Атай. В 1930-е г. в ауле оседали казахи переходившие с кочевого на оседлый образ жизни.

## Население
| 2010 |
| ---- |
| 182  |

Национальный состав
Согласно результатам переписи 2002 года, в национальной структуре населения
казахи составляли 96 % из 247 чел..

## Инфраструктура
Муниципальное общеобразовательное учреждение Баймуратская основная общеобразовательная школа.
Личное подсобное хозяйство.

## Транспорт
Автодорога межмуниципального значения «Подъезд к с. Баймурат от а/д Теренсай — Адамовка» (идентификационный номер 53 ОП МЗ 53Н-0211130).